# 仲巴早熟禾
仲巴早熟禾（学名：Poa zhongbaensis）为禾本科早熟禾属下的一个种。